# Gainas
Gainas, död omkring 400 e.Kr., var en västgotisk krigare.
Gainas mördade 395 det östromerska rikets ledande statsman Rufinus och utnämndes till "magister equitum". 399 anförtroddes han uppgiften att rensa Mindre Asien från rövare. Medan han var sysselsatt med detta, skedde en statskupp i Konstantinopel som förde ett antigermanskt parti till makten. Sedan Gainas återvänt störtades de styrande och Gainas blev landets ledare. År 400 utbröt, sedan han lämnat Konstantinopel, på nytt ett antigermanskt uppror, och Gainas störtades. Gainas lät med sina trupper härja den bysantinska landsbygden, men dödades samma år.